# KKPA
KKPA (akronym för Kasta kånkelbär på Astrid) är ett svenskt punkrock- och trallpunkband med rötterna i Trelleborg. De bildades 1991. Bandet red på den punkvåg som fanns i Sverige i mitten av 1990-talet. De bestämde sig för att ta en paus 2001, men återuppstod 2010 och är alltjämt aktiva. De har släppt sex skivor till dags dato: KKPA (1997), För jävelen (2000), ...och ut kröp svinen (2014), När andan faller på (2018), Pestens tid (2022) och Live (2023). De har dessutom släppt en split-CD med bandet Böld och medverkat på en rad samlingsskivor, bland annat på en volym av de av skivbolaget Birdnest utgivna samlingsskivorna under parollen Definitivt 50 spänn. För jävelen och Pestens tid är bandets enda fullängdsskivor.
Medlemmar ur bandet driver även Upptempo Studios i Trelleborg där bland andra Mitt Hjärta Revolvern, Menudå och Deadly Devoted har spelat in sina alster.
Den 10 juni 2022 släpptes deras senaste studioalbum Pestens tid och i november 2023 släppte de en liveskiva kort och gott betitlad Live.

## Medlemmar[5]
- Martin Hansson – gitarr och sång (1991–)
- Mathias Engman – gitarr och kör (2015–)
- Martin Wegren – trummor (2019–)
- Denny Karlsson - bas (2022–)

### Tidigare medlemmar
- Ztikkan Blomberg – bas och sång (2021–2022)
- Andreas Holmgren – bas och sång (2000–2021)
- Lennie Mårtensson – trummor (1994–2019)
- Jens af Forselles – bas (1998–2001)
- Christian Fridlund – gitarr och sång (1993–2000)
- Peter "Gandhi" Paulin – Trummor (1991–1994)
- Patrik Andersen – Bas (1991–1998)

## Diskografi[6]
- Nu har du satt din sista potatis (Kassett, 1995)
- Herr Kloff kikar ibland buskar och träd (Kassett, 1996)
- KKPA (1997)
- En näve demotaper (1999, splitskiva med Böld)
- För Jävelen (2000)[7]
- ...och ut kröp svinen (2014)
- Bruna skjortor/Svarta flaggor (CD-singel, 2017)
- När andan faller på (mini-CD, 2018)[8]
- Pestens tid (2022)[4]
- Live (2023)[9]

### Medverkan på samlingsskivor
- Antifascistisk offensiv (1996) – ”Döende människor”
- Äggröran 2 (1996) – ”Om inte”[10]
- Things To Do Today (1997) – ”Ett minne blott”
- First Trip To Punkland (1997) – ”Tvångstankar”[11]
- Äggröran 3 (1998) – ”Instru”, ”I min värld”, ”Anna Nicole Smith”[12]
- Holy Shit Vol. 2 (1999) – ”Ångest & längtan”
- Kol (2000) – ”1000 Dagar”, ”Blombudet”, ”Dum”[13]
- Röjarskivan 4 (2000) – ”Supa & kräkas, supa & spy”[14]
- Definitivt 50 spänn 9 (2000) – ”När solen går ner”[15]
- Sörlings svinstia (2013) – ”I min värld”[16]
- I en värld av hat och kärlek (2014) – ”Lagboken”, ”Brev till mor”
- Fyrtal i punkrock: volym 2 (2017) – ”Bruna skjortor – svarta flaggor”, ”Dödlig last”, ”Lögner”[17]
- Sveriges Jävla Hjärta (2022) - "Propaganda", "Du har ingen aning"[18]